# Ritt Momney
Ritt Momney, pseudonimo di Jack Rutter (Dallas, 12 ottobre 1999), è un cantante statunitense.

## Biografia
Originariamento nato come progetto idealizzato da Rutter, ha pubblicato il suo album in studio di debutto dal titolo Her and All of My Friends nel 2019, utilizzando lo spoonerismo Ritt Momney.
Dopo che la sua cover di Put Your Records On, incisa da Corinne Bailey Rae, è divenuta virale su TikTok, ha guadagnato un contratto con la Columbia Records e la certificazione di platino per il brano in Australia, Canada, Nuova Zelanda e Stati Uniti d'America, dove si è spinto fino alla top forty della Hot 100.
Il disco Sunny Boy, reso disponibile nel 2021, è supportato da una tournée in oltre venti città statunitensi fino all'aprile 2022.

## Discografia

### Album in studio
- 2019 – Her and All of My Friends
- 2021 – Sunny Boy

### Singoli
- 2017 – Young Adult
- 2017 – Theater Kid/Probably
- 2018 – Something, in General
- 2018 – Paper News
- 2018 – Pollution/Disclaimer
- 2019 – Phoebe
- 2019 – On Love (An Alternative Response to Almitra's Request)
- 2019 – (If) the Book Doesn't Sell
- 2020 – Put Your Records On
- 2021 – Not Around
- 2021 – Set The Table (con Claud)
- 2021 – Escalator
- 2021 – Show Runner 99
- 2021 – Sometime (con Shane T)